# 結婚泥棒 (テレビドラマ)
『結婚泥棒』（けっこんどろぼう）は、NHK総合の月曜ドラマシリーズで2002年9月23日から10月28日まで放送されたテレビドラマ。全6回。
NHK名作アワーとして2007年10月24日から11月2日までNHK総合にて初めて再放送された。

## キャスト
- 板倉英一郎：橋爪功
- 辻川小夜子：富司純子
- 村井宏美：久我陽子
- 辻川清美：榎本加奈子
- 辻川里美：前田亜季
- 村井宗一：田辺誠一
- 片岡真理子：磯野貴理子
- 衣笠モヨ子：鷲尾真知子

## 主題歌
- 「漂流の羽根」鬼束ちひろ（東芝EMI・Virgin TOKYO）

## スタッフ
- 脚本：ジェームス三木
- 音楽：おかもとだいすけ
- プロデュース：家喜正男
- 演出：大友啓史、松浦善之助

## サブタイトル
1. 危険な訪問者
2. 愛のテクニック
3. 夫婦回復作戦
4. お母さんが危ない
5. 詐欺師ってホント？
6. 母のプロポーズ